# Loi sur la propriété des femmes mariées (1882)
La loi sur la propriété des femmes mariées (Married Women's Property Act 1882 (45 & 46 Vict. c.75) en anglais) est une loi anglaise qui changea considérablement la loi sur les droits de propriété des femmes mariées, en permettant à celles-ci de posséder des biens en propre et non plus de dépendre totalement de leur mari. La loi s'imposa à l'Angleterre, au Pays de Galles, à l'Irlande (après l'indépendance irlandaise de 1922, la loi s'appliqua seulement à l'Irlande du Nord) mais pas à l'Écosse. Cette loi inspira des législations semblables dans d'autres territoires britanniques. Ainsi le Victoria adopta une loi identique en 1884, la Nouvelle-Galles du Sud en 1889 et l'ensemble des territoires de l'Australie entre 1890 et 1897.

## Droit de propriété des femmes en Angleterre
Avant cette loi de 1882, la femme est entièrement sujette de son époux. Lui seul a le droit de propriété dans le couple et tout ce que peut avoir ou gagner une femme est jugé comme appartenant au mari. Ce système appelé coverture ne touche que les femmes mariées. Les célibataires et les veuves ont le droit de propriété. Une femme mariée n'avait pas le droit d'établir un testament ou de disposer d'une quelconque propriété sans le consentement de son mari.
Dans les cas de divorce, que cela soit à l'instigation du mari ou de l'épouse, celle-ci se retrouvait sans aucune ressource puisque la loi ne leur accordait aucun droit sur les propriétés du couple. Un jugement en 1836, l'affaire Caroline Norton, mit au jour l'injustice de la loi britannique sur le droit de propriété et suscita assez d'émotion pour que des années plus tard, la loi sur la propriété des femmes mariées soit étudiée au parlement et votée.

## La loi
Après plusieurs années de lutte, la loi transforme la doctrine de la couverture et autorise l'épouse à posséder, acheter et vendre des biens en propre. L'identité légale de l'épouse devint une réalité puisque les cours de justice devaient reconnaître l'époux et la femme comme deux entités légales différentes.

## Conséquence
La loi en transformant le système de couverture devait amener l'administration fiscale à imposer séparément les deux membres du couple. Or, le fisc considérait toujours l'homme comme seule personne à imposer. Les féministes anglaises profitèrent de cette incohérence en réclamant le droit de vote. En effet, le système était à l'époque censitaire. Pour voter il fallait donc payer des impôts. Ne pouvant le faire, les femmes mariées n'avaient pas le droit de vote. Des suffragettes lièrent les deux questions et certaines, membres de la Women's Tax Resistance League refusèrent de payer les impôts qu'elles devaient mais qui étaient réclamées au mari. Celui-ci, allié à la cause féministe, prétendait ne pouvoir connaître les ressources de son épouse et ne pouvait donc s'acquitter de l'impôt.